# Аллергологическое тестирование
Аллергологическое тестирование, или взятие аллергологических проб, — разновидность диагностики, проводимая с целью определения индивидуальной переносимости организмом определенных химических веществ (аллергенов). Аллергологические пробы проводятся путём прямого контакта испытываемого вещества с клетками организма (кожа, слизистая оболочка, кровь). Тестирование позволяет определить методы лечения больных аллергией, а также допустимость применения медицинских препаратов, которые ранее не применялись к больному (например местный наркоз — новокаин — может вызывать аллергическую реакцию у некоторых людей поэтому его использование без предварительной аллергопробы может вызвать аллергический коллапс у пациента во время операции, то же касается некоторых видов вакцин для прививания). Также аллергологическое тестирование рекомендуется проводить перед использованием новых косметических средств, которые часто содержат аллергены непереносимые некоторыми пользователями.

## Методы
Современные технологии позволяют получать результаты аллергологического тестирования комплексно по анализу крови (недостаток такого метода — его неоперативность и дороговизна). Более консервативные методы тестирования — кожные и провокационные позволяют получить результат в короткий срок.
При кожном аллергологическом тестировании капля испытуемого вещества наносится на кожу с царапиной, по размеру пятна кожной реакции определяют степень чувствительности организма.
Степень диагностической чувствительности кожных проб увеличивается в следующем порядке:
1. капельная
2. аппликационная
3. укол
4. скарификационная (через царапину)
5. внутрикожная.

Провокационные пробы проводятся внедряя вещество через слизистую оболочку — глазные и назальные. Данный вид исследования проводится в редких случаях, когда другими методами чувствительность обнаружить не удается а все вторичные признаки говорят о наличии аллергической реакции.